# Ratuș, Volodarka
Ratuș (în ucraineană Ратуш) este un sat în comuna Racikî din raionul Volodarka, regiunea Kiev, Ucraina.

## Demografie
Componența lingvistică a localității Ratuș
     Ucraineană (100%)
Conform recensământului din 2001, toată populația localității Ratuș era vorbitoare de ucraineană (100%).